# Хуляй
Хуляй (серб. Хуљај, Huljaj; алб. Hulaj) — село в общине Дечани в исторической области Метохия. С 2008 года находится под контролем частично признанной Республики Косово.

## Административная принадлежность
| Сербская позиция                                                                 | Албанская позиция                                            |
| -------------------------------------------------------------------------------- | ------------------------------------------------------------ |
| входит в общину Дечани Печского округа автономного края Косово и Метохия, Сербия | входит в общину Дечани Джяковицкого округа Республики Косово |

## Население
Согласно переписи населения 1981 года в селе проживало 128 человек: все албанцы.
Согласно переписи населения 2011 года в селе проживало 158 человек: 84 мужчины и 74 женщины; 157 албанцев и 1 лицо неизвестной национальности.
| Численность населения | Численность населения | Численность населения | Численность населения | Численность населения | Численность населения | Численность населения |
| 1948                  | 1953                  | 1961                  | 1971                  | 1981                  | 1991                  | 2011                  |
| --------------------- | --------------------- | --------------------- | --------------------- | --------------------- | --------------------- | --------------------- |
| 72                    | 87                    | 84                    | 99                    | 128                   | 151                   | 158                   |